# 悲傷

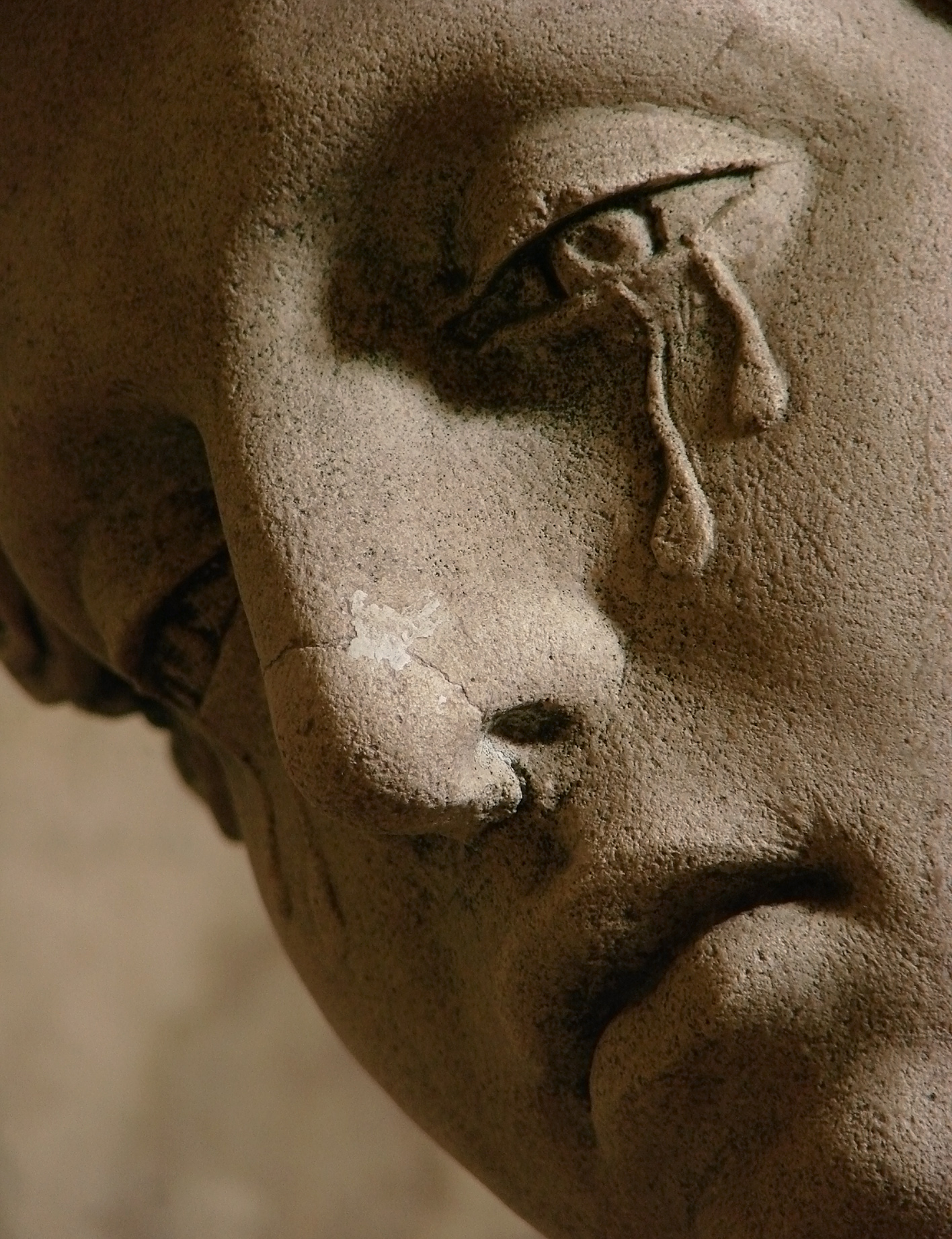
1672年雕塑《基督下葬》细节图，描绘了抹大拉的玛利亚哭泣的场景。

悲傷或悲哀等（英語：Sadness）是一種情緒方面的疼痛（英語：pain，與痛苦（英語：suffering）或有區分），與不利、失落、絕望、喪慟、無助、失望和悲痛（英語：sorrow）的感覺相關或以這類感覺為特徵。 經歷悲傷的人可能會變得安靜或昏昏欲睡，並遠離他人。 嚴重悲傷的一個例子是抑鬱症，一種可由重度抑鬱症或持續性抑鬱症引起的情緒。 哭泣可能是悲傷的表現。
悲傷是保羅·埃克曼所描述的“六種基本情緒”之一；其他五種分別是快樂、憤怒、驚訝、恐懼和厭惡。:271–4

## 童年
悲傷是童年的常見經歷。 有時，悲傷會導致抑鬱症。 一些家庭可能有（有意識或無意識的）規則，即悲傷是「不被允許的」，但精神科醫師Robin Skynner認為這可能會導致問題，他認為隨著悲傷「被遮蔽」，人們可能會變得空虛和狂躁。:33; 36 兒科醫師T. Berry Brazelton認為，承認悲傷可以使家庭更容易解決更嚴重的情感問題。:46; 48
悲傷是孩子與母親的早期共生分離並變得更加獨立的正常過程的一部分。 每當一個孩子多分開一點，他或她就必須應對小損失。 如果母親不能允許所涉及的小痛苦，孩子可能永遠不會學會如何自己處理悲傷。:158–9 Brazelton認為，過多地讓孩子振作起來會貶低他們悲傷的情緒:52；Selma Fraiberg則認為，尊重孩子充分和深刻地經歷損失的權利很重要。
精神科醫師Margaret Mahler還將悲傷感的能力視為一種情感成就，而不是透過不安分的多動來阻斷悲傷。 兒科醫師與精神分析學家D. W. Winnicott同樣在悲傷的哭泣中發現往後寶貴音樂體驗的心理根源。

## 應對機制
人們以不同的方式處理悲傷，這是一種重要的情感，因為它有助於激勵人們處理自己的處境。 一些應對機制包括：獲得社會支援和/或與其他能帶來心理支持的人事物共度時光，建立列表，或參與一些活動來表達悲傷。
雖然悲傷是人們最想擺脫的情緒之一，但有時會因選擇的應對策略而永久化，如沉思、「將自己淹沒於悲傷之中」或永久孤立自己。:69–70 作為應對上述悲傷的替代方法，認知行為療法建議要麼挑戰自己的消極想法，要麼安排一些積極事件來分散注意力。:72
耐心地關注自己的悲傷也可能是人們透過孤獨學習的一種方式；而幫助人們保持悲傷的情感支援可以進一步幫助:164。這種方法是由一種基本信念推動的，即損失（當全心全意地感受到）可以帶來新的活力感，並與外部世界的重新接觸。

## 瞳孔大小及同理心
瞳孔大小可能是悲傷的指標。 隨著瞳孔大小的縮小，小瞳孔的悲傷面部表情被認為更悲傷。 一個人自己的瞳孔大小也「反映」了這一點，當看到小瞳孔的悲傷面孔時，瞳孔尺寸也會變小。 當人們看到中立、快樂或憤怒的表情時，不存在平行的影響。 一個人的瞳孔在多大程度上反映了另一個人的瞳孔，這可以預測一個人的同理心得分更高。 在自閉症等特別情況中，代表悲傷的面部表情可能是微妙的，這可能表明需要更非語言的情況來影響他們的同理心水準。

## 另見
- 憂鬱
- 心境